# Pupin (cráter)

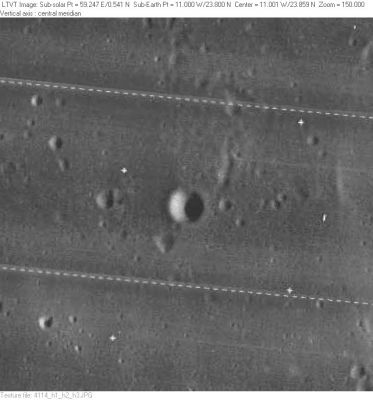
Fotografía de la misión Lunar Orbiter 4

Pupin es un pequeño cráter de impacto lunar ubicado en la parte oriental del Mare Imbrium. Se encuentra al sureste del cráter Timocharis, y fue identificado como Timocharis K antes de ser renombrado por la UAI. El mar lunar cerca de Pupin está desprovisto de cráteres de impacto significativos, y carece de rasgos distintivos, excepto por una ligera capa de polvo procedente de un sistema de marcas radiales.
|  |

A pesar de su aparente tamaño diminuto, Pupin es realmente más grande que el famoso cráter Barringer de Flagstaff, Arizona.